# Camino (tidning)
Camino är ett kooperativt medieföretag i Sverige som "sprider berättelser om en grönare, godare och skönare framtid". Främst sker detta genom magasinet Camino men företaget Getaware ekonomisk förening producerar även journalistik åt externa uppdragsgivare, ger föreläsningar, arrangerar event och ger ut böcker på eget förlag. Magasinet Camino är en slags hybrid mellan ett livsstilsmagasin och ett samhällsmagasin som ges ut i Sverige och utkommer med 4 nummer per år. Upplagan var 6 100 kvartal 4, 2007. Redaktionen består (år 2013) av Johanna Stål, Ingemar Tigerberg, Caroline Pettersson och Cecilia Cromnow. Företaget har vunnit flera priser bland annat Årets kooperativ 2010 av Coompanion  och CSR i Västsveriges pris 2010 .